# Acacia stenophylla
Espèce
Acacia stenophylla est une espèce de plante à fleurs de la famille des Fabaceae. C'est un arbre de 4 à 10 mètres de haut à croissance lente originaire d'Australie.
Il n'est pas considéré comme espèce menacée. Il a besoin d'une pluviométrie annuelle de 400 mm pour pouvoir pousser.